# De 45000
De 45000 (finska: Ne 45000) är en finländsk film från 1933, regisserad av Risto Orko och Erkki Karu efter en roman av Maila Talvio. Filmen producerades av Suomi-Filmi och  gjordes i samarbete med tuberkulosföreningen Filha.

## Handling
Helmi Hirvinen (Helena Koskinen) har begivit sig till en dans på gamla studenthuset, där hennes kavaljer Heikki Huhtamäki (Kaarlo Angerkoski) väntar. I dansen svimmar Helmi plötsligt och hjälp tillkallas. Antti Ahonen (Jalmari Rinne) är vän till Heikki och medicine kandidat och han lyckas föra Helmi hem. Till Helmis far, kamrer Aarne Hirvinen (Einar Wichmann), rekommenderar Ahonen att flickan borde genomgå en undersökning för tuberkulos.
Följande dag besöks Helmi av Heikki, som medför rosor och bekänner sin kärlek och friar till henne. Helmi säger sig dock behöva betänketid. När Antti sedan återkommer till hemmet blir han negativt bemött av Heikki, som hyser stor svartsjuka mot sin vän. Efter läkarundersökningar framkommer det att Helmi lider av tuberkulos i ryggraden och lungorna, mormodern (Katri Rautio) är drabbad av lungtuberkulos och Helmis lillebror Tauno Antti är drabbad av tuberkulos i knäet. På grundval av detta sänds Helmi och syskonen Tauno Antti och Marja till sanatoriet i Tarinahurju.
Medan Helmi sitter i sanatoriet och skriver ett brev till Heikki, i vilket hon berättar att hon är helt frisk, mottager hon ett avskedsbrev från Heikki, men brevet till trots anländer Heikki till sanatoriet och visas runt av Antti. Heikki får genomgå en röntgen, vilken visar att också han är tuberkulosdrabbad. Till sist får Heikki träffa Helmi och berättar för henne att han förlovat sig med en annan kvinna. De små barnen tillfrisknar snabbt och efter vintern tillfrisknar även Helmi.
Under sin hemresa får Helmi ett brev av Antti, i vilket det står att Heikkis tillstånd blivit värre samt att han vill träffa henne. När Helmi kommer ligger Heikki för döden och han berättar att han inte kunnat gifta sig med någon annan, då han älskat Helmi så mycket. Innan han dör berättar han även att Antti är förälskad i Helmi och ber om förlåtelse. Därefter träffas Antti och Helmi på stranden, där Antti lovar att alltid älska Helmi.

## Medverkande (urval)[2]
- Helena Koskinen - Helmi Hirvinen
- Einar Wichmann - Aarne Hirvinen
- Katri Rautio - mormor
- Jalmari Rinne - Antti Ahonen
- Eero Kilpi - Wiljam Ania
- Kaarlo Angerkoski - Heikki Huhtamäki
- Yrjö Tuominen - läkare
- Georg Malmstén - Jyrki
- Iivari Kainulainen - vaktmästare